# Olekszandr Valentinovics Turcsinov
Olekszandr Valentinovics Turcsinov (ukránul: Олександр Валентинович Турчинов; Dnyipropetrovszk, 1964. március 31. –) ukrán mérnök és politikus. 2014. február 22-től az Ukrán Legfelsőbb Tanács elnöke volt. E poszton 2014. február 23-tól, Viktor Janukovics hivatalából történt eltávolítása után rövid ideig Ukrajna ügyvivő államfője is volt. 2014. december 15-től 2019. május 19-ig az Ukrán Nemzetbiztonsági és Védelmi Tanács (RNBOU) titkára volt. A Batykivscsina párt első elnökhelyettese, Julija Timosenko egyik legközelebbi munkatársa. Korábban is több fontos állami tisztséget töltött be. 2005-ben néhány hónapig az Ukrán Biztonsági Szolgálat elnöke, 2007–2010 között első miniszterelnök-helyettes volt. A Dnyipropetrvoszki klánnak nevezett gazdasági-politikai érdekcsoporthoz tartozó politikus. Az RNBOU titkáraként jelentős szerepe volt az Ukrajna elleni orosz agressziót követően az ország védelmi képességének növelésében és az ukrán hadiipar modernizálásában.

## Pályafutása

### Tanulmányai és szakmai pályafutása
1986-ban végzett a Dnyipropetrovszki Metallurgiai Főiskolán fémek képlékeny alakítása szakon. Az egyetem után Ukrajna legnagyobb acélipari vállalatánál, a Krivij Rih-i Krivorizssztal acélműnél kezdett el dolgozni. 1987-től a Komszomol Szerhij Tyihipko vezetett dnyipropetrovszki területi bizottságánál először kerületi titkár, majd az agitációs és propaganda osztály vezetője volt 1990-ig. 1990–1991 között az UNA-presz APN hírügynökség főszerkesztőjeként dolgozott. 1991-től a dnyipropetrovszki a Nemzetközi Kapcsolatok, Politikai, Gazdasági és Jogi Tanulmányok Intézet vezetője volt. 1992-ben kinevezték a Dnyipropetrovszki Területi Állami Közigazgatási Hivatalnál a nagyvállalati termelőszektor privatizációs ügyeivel foglalkozó bizottság elnökévé.

### Első lépések a politikában
Ebben az időszakban került közeli kapcsolatba Leonyid Kucsmával, és Szerhij Tyihipkóval együtt Kucsma politikai támogatói közé tartoztak. Amikor Leonyid Kucsmát 1992 októberében kinevezték Ukrajna miniszterelnökévé, Turcsinov és Tyihipko is mint a Kucsma-csapat tagja Kijevbe költözött. 1993-ban Leonyid Kucsma miniszterelnök mikroökonómiai kérdésekért felelős tanácsadójává nevezték ki.
Kucsma erőteljesen támogatta Turcsinovot a Volodimir Hrinyov által 1992-ben megalapított Nova Ukrajina politikai mozgalom vezetéséért folytatott versenyben, de a szervezet tagsága végül Hrinyovot választotta meg. 1993. szeptember 21-én Leonyid Kucsma lemondott a miniszterelnöki posztról, Turcsinov pedig az Ukrán Nemzeti Tudományos Akadémia kutatóintézetében folytatta munkáját, az Akadémia Gazdasági Reformok Intézete főigazgatója és az Oroszország Intézet szürkegazdasággal foglalkozó kutatócsoportjának a vezetője lett. Közben Turcsinovot a Hromada Összukrán Egyesület elnökévé választották, melynek a megszervezésében ő is aktívan részt vett. Az eredetileg Ukrajna modernizálását célul kitűző, 1993. december 12-én megalapított, majd 1994. márciusában nyilvántartásba vett értelmiségi mozgalom a következő években nem fejtett ki jelentős tevékenységet, Turcsinov pedig emellett a tudományos tevékenységével foglalkozott. 1995-ben közgazdaság-tudományi kandidátusi fokozatot szerszett, majd később, 1997-ben a közgazdaság-tudományok doktora lett.
Turcsinov 1997-ben került közelebbi kapcsolatba Julija Timosenkóval. Az addig csak a gazdasági életben tevékenykedő Timosenkót 1996-ban parlamenti képviselővé választották. Timosenko a politika tevékenységéhez megfelelő párthátteret keresett magának, és erre a célra felmerült a Turcsinov vezette Hromada egyesület. Turcsinov feladta volna a szervezet elnöki posztját és az elképzelések szerint a párttá alakuló Hromadának két társelnöke lett volna, Julija Timosenko és Olakszand Jeljaskevics. Ezt a tervet azonban 1997 szeptemberében váratlanul felülírta a júniusban a kormány éléről menesztett Pavlo Lazarenko, aki szeptember 21-én a párttá alakult Hromada elnökévé választatta magát. Lazarenko a Hromadát Kucsma elnökkel szembeni ellenzéki párttá kívánta fejleszteni. Lazarenko pártelnökké választása után Trucsinov a párt elnökségének tagja lett.

### Pártpolitikus és parlamenti képviselő
A következő évben, 1998-ban a Hromada pártlistájáról parlamenti képviselővé választották. A Lazarenko körül kirobban korrupciós és pénzmosási ügy nyomán a pártelnökkel kialakult konfliktusa miatt egy év múlva, márciusban lemondott a párt vezetésében betöltött tisztségéről, majd 1999 májusában a Hromada parlamenti frakciójából is kilépett.
A Hromadából történt távozása után, 1999 júliusában Julija Timosenkóval megalapította a Batykivscsina Összukrán Szövetség nevű pártot. Miután a kormányt támogató Batykivscsina elnökét, Timosenkót miniszterelnök-helyettessé nevezték ki Viktor Juscsenko kormányában, Turcsinov vette át Timosenkótól a párt frakcióvezetői tisztségét, valamint a költségvetési bizottság elnöki posztját a Legfelsőbb Tanácsban. A Juscsenko kormányzásának idejére eső pénzügyi stabilizáció és gazdasági fejlődés alatt Turcsinov erőteljesen támogatta a költségvetési reformot, egyik fő szerzője volt az új költségvetési törvénynek. 1999 végére a kormány, főként Julija Timosenko tevékenysége miatt összeütközésbe került a befolyásos szénbányászati és földgázipari gazdasági körökkel, ezért 1999. december 22-én a Juscsenko-kormány lemondott, a Batykivscsina pedig ellenzékbe vonult.

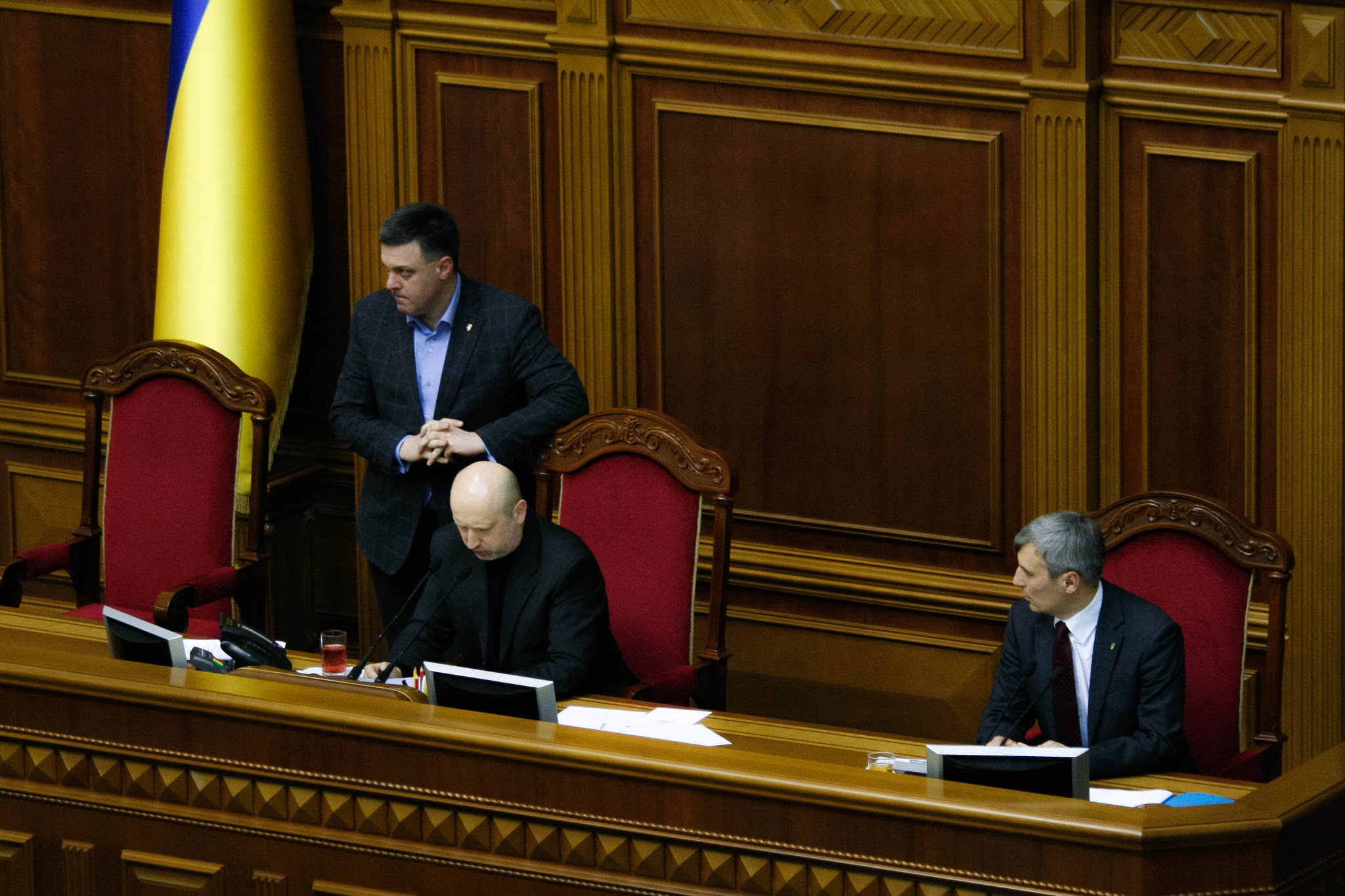
Olekszandr Turcsinov az ukrán parlamentben 2014. február 24-én

2001 februárjában egyik alapítója, majd koordinátora volt a Kucsma-rendszer felszámolását célul kitűző, és az elnöki rendszert parlamentáris rendszerrel felváltani igyekvő Nemzeti Megmentési Fórumnak, melyben a Kucsma elnökkel szemben fellépő ellenzéki politikusok és mozgalmak tömörültek. 2001 novemberében ennek a szerveződésnek az alapjain jött létre a Julija Timosenko Blokk (BJuT) pártszövetség.
2012-ben a Julija Timosenko Blokk listájáról választották ismét parlamenti képviselővé.
A 2004. november 22-én kezdődött narancsos forradalom egyik vezetője volt.

### Ügyvivő államfő
Viktor Janukovicsot az ukrán parlament 2014. február 22-i ülésén felmentette az elnöki tisztségéből, ezután Olekszandr Turcsinov házelnököt bízta meg az államfői feladatok ellátásával az új államfő hivatalba lépéséig, a határozatot a 450 tagú parlament 285 képviselője támogatta. Az ukrán alkotmányok azonban az államfő leváltásához háromnegyedes abszolút többséget írnak elő, azaz 338 igen szavazat szükséges, valamint az alkotmánybíróság előzetes vizsgálatát. Mivel Viktor Janukovics leváltására csak 285 képviselő szavazott, és az alkotmánybírósági felülvizsgálat is elmaradt, így az nem felel meg a formai követelményeknek, ezért az alkotmányellenes, technikailag érvénytelen. Viktor Janukovics továbbra is ukrán elnöknek tekinti magát. Az Oroszországi Föderáció nem ismeri el az új vezetést.
Az Európai Bizottság szóvivője, Olivier Bailly 2014. február 27-én kijelentette, hogy az Európai Unió is Olekszandr Turcsinovot ismeri el Ukrajna elnökének.

### Az Ukrán Nemzetbiztonsági és Védelmi Tanács élén
2019. május 17-én benyújtotta lemondását a Nemzetbiztonsági és Védelmi Tanács titkári posztjáról.